# Fulton (Alabama)
Fulton – miasto w Stanach Zjednoczonych, w stanie Alabama, w hrabstwie Clarke. W roku 2023 miasto zamieszkiwało 216 osób, a gęstość zaludnienia wynosiła 33,2 osoby/km².